# Eko Fresh/Diskografie
Diese Diskografie ist eine Übersicht über die musikalischen Werke des deutschen Rappers Eko Fresh und seinen Pseudonymen wie Electro Eko, Ek the Hitman Hart, Eko Balbora, Ekrem Bora und Hollywood E. Seine erfolgreichsten Veröffentlichungen sind die Nummer-eins-Erfolge mit dem siebten Studioalbum Eksodus und der Single Du hast mein Herz gebrochen, die er für Yvonne Catterfeld schrieb.

## Alben

### Studioalben
| Jahr | Titel Musiklabel                                        | Höchstplatzierung, Gesamtwochen, AuszeichnungChartplatzierungen (Jahr, Titel, Musiklabel, Platzierungen, Wochen, Auszeichnungen, Anmerkungen) | Höchstplatzierung, Gesamtwochen, AuszeichnungChartplatzierungen (Jahr, Titel, Musiklabel, Platzierungen, Wochen, Auszeichnungen, Anmerkungen) | Höchstplatzierung, Gesamtwochen, AuszeichnungChartplatzierungen (Jahr, Titel, Musiklabel, Platzierungen, Wochen, Auszeichnungen, Anmerkungen) | Anmerkungen                              |
| Jahr | Titel Musiklabel                                        | DE | AT | CH | Anmerkungen                              |
| ---- | ------------------------------------------------------- | --- | --- | --- | ---------------------------------------- |
| 2003 | Ich bin jung und brauche das Geld Subword Records (BMG) | DE16 (7 Wo.)DE | — | — | Erstveröffentlichung: 3. November 2003   |
| 2006 | Hart(z) IV Subword Records (Sony BMG)                   | DE24 (8 Wo.)DE | AT70 (1 Wo.)AT | — | Erstveröffentlichung: 23. Juni 2006      |
| 2007 | Ekaveli Ersguterjunge (Sony BMG)                        | DE100 (1 Wo.)DE | — | — | Erstveröffentlichung: 23. November 2007  |
| 2010 | Was kostet die Welt? 313 Music (Sony)                   | DE36 (1 Wo.)DE | — | CH97 (1 Wo.)CH | Erstveröffentlichung: 25. Juni 2010      |
| 2011 | Ekrem Seven Days Music (Sony)                           | DE5 (2 Wo.)DE | AT33 (1 Wo.)AT | CH15 (3 Wo.)CH | Erstveröffentlichung: 2. September 2011  |
| 2012 | Ek to the Roots Seven Days Music (Sony)                 | DE3 (3 Wo.)DE | AT10 (2 Wo.)AT | CH4 (3 Wo.)CH | Erstveröffentlichung: 31. August 2012    |
| 2013 | Eksodus Seven Days Music (Sony)                         | DE1 (4 Wo.)DE | AT6 (3 Wo.)AT | CH2 (5 Wo.)CH | Erstveröffentlichung: 23. August 2013    |
| 2014 | Deutscher Traum Punchline Records (GA)                  | DE6 (3 Wo.)DE | AT10 (2 Wo.)AT | CH7 (3 Wo.)CH | Erstveröffentlichung: 14. November 2014  |
| 2016 | Freezy Punchline Records (GA)                           | DE4 (3 Wo.)DE | AT14 (1 Wo.)AT | CH13 (2 Wo.)CH | Erstveröffentlichung: 22. April 2016     |
| 2017 | König von Deutschland German Dream Empire (Sony)        | DE4 (2 Wo.)DE | AT16 (1 Wo.)AT | CH10 (2 Wo.)CH | Erstveröffentlichung: 22. September 2017 |
| 2021 | Abi German Dream Empire (Sony)                          | DE19 (1 Wo.)DE | — | — | Erstveröffentlichung: 1. Oktober 2021    |
| 2023 | EKScalibur German Dream Empire (Sony)                   | DE57 (1 Wo.)DE | — | — | Erstveröffentlichung: 3. November 2023   |
| 2024 | Elijah Capitol Records (UMG)                            | DE22 (1 Wo.)DE | — | — | Erstveröffentlichung: 8. August 2024     |

### Kollaboalben
| Jahr | Titel Musiklabel                                       | Höchstplatzierung, Gesamtwochen, AuszeichnungChartplatzierungen (Jahr, Titel, Musiklabel, Platzierungen, Wochen, Auszeichnungen, Anmerkungen) | Höchstplatzierung, Gesamtwochen, AuszeichnungChartplatzierungen (Jahr, Titel, Musiklabel, Platzierungen, Wochen, Auszeichnungen, Anmerkungen) | Höchstplatzierung, Gesamtwochen, AuszeichnungChartplatzierungen (Jahr, Titel, Musiklabel, Platzierungen, Wochen, Auszeichnungen, Anmerkungen) | Anmerkungen                                    |
| Jahr | Titel Musiklabel                                       | DE | AT | CH | Anmerkungen                                    |
| ---- | ------------------------------------------------------ | --- | --- | --- | ---------------------------------------------- |
| 2004 | L.O.V.E. (Life of Valezka & Eko) Subword Records (BMG) | DE54 (2 Wo.)DE | — | — | Erstveröffentlichung: 10. Mai 2004 mit Valezka |
| 2004 | Dünya Dönüyor – Die Welt dreht sich Royal Bunker (GA)  | — | — | — | Erstveröffentlichung: 7. Juni 2004 mit Azra    |

### Kompilationen
| Jahr | Titel Musiklabel                                        | Anmerkungen                            |
| ---- | ------------------------------------------------------- | -------------------------------------- |
| 2017 | Ek to the Roots / Ekaveli Seven Days Music (Sony)       | Erstveröffentlichung: 8. Dezember 2017 |
| 2018 | Legende – The Best of Eko Fresh Seven Days Music (Sony) | Erstveröffentlichung: 24. August 2018  |
| 2024 | Bonus & B-Sides German Dream Empire (Sony)              | Erstveröffentlichung: 26. Januar 2024  |

### Mixtapes
| Jahr | Titel Musiklabel                                                      | Höchstplatzierung, Gesamtwochen, AuszeichnungChartplatzierungen (Jahr, Titel, Musiklabel, Platzierungen, Wochen, Auszeichnungen, Anmerkungen) | Höchstplatzierung, Gesamtwochen, AuszeichnungChartplatzierungen (Jahr, Titel, Musiklabel, Platzierungen, Wochen, Auszeichnungen, Anmerkungen) | Höchstplatzierung, Gesamtwochen, AuszeichnungChartplatzierungen (Jahr, Titel, Musiklabel, Platzierungen, Wochen, Auszeichnungen, Anmerkungen) | Anmerkungen                             |
| Jahr | Titel Musiklabel                                                      | DE | AT | CH | Anmerkungen                             |
| ---- | --------------------------------------------------------------------- | --- | --- | --- | --------------------------------------- |
| 2005 | Fick immer noch deine Story Ersguterjunge (Sony BMG)                  | — | — | — | Erstveröffentlichung: 16. Dezember 2005 |
| 2010 | Freezy Bumaye 1.0 – Es kann nur einen geben German Dream Empire (GDE) | — | — | — | Erstveröffentlichung: 1. Oktober 2010   |
| 2010 | Freezy Bumaye 2.0 – Es war alles meine Idee Seven Days Music (Sony)   | — | — | — | Erstveröffentlichung: 10. Dezember 2010 |
| 2020 | 2020 Bars (The Goat) German Dream Empire (Sony)                       | — | — | CH94 (1 Wo.)CH | Erstveröffentlichung: 3. April 2020     |

### EPs
| Jahr | Titel Musiklabel                                               | Höchstplatzierung, Gesamtwochen, AuszeichnungChartplatzierungen (Jahr, Titel, Musiklabel, Platzierungen, Wochen, Auszeichnungen, Anmerkungen) | Höchstplatzierung, Gesamtwochen, AuszeichnungChartplatzierungen (Jahr, Titel, Musiklabel, Platzierungen, Wochen, Auszeichnungen, Anmerkungen) | Höchstplatzierung, Gesamtwochen, AuszeichnungChartplatzierungen (Jahr, Titel, Musiklabel, Platzierungen, Wochen, Auszeichnungen, Anmerkungen) | Anmerkungen                              |
| Jahr | Titel Musiklabel                                               | DE | AT | CH | Anmerkungen                              |
| ---- | -------------------------------------------------------------- | --- | --- | --- | ---------------------------------------- |
| 2001 | Jetzt kommen wir auf die Sachen Royal Bunker (GA)              | — | — | — | Erstveröffentlichung: 10. Dezember 2001  |
| 2009 | Jetzt kommen wir wieder auf die Sachen Seven Days Music (Sony) | DE47 (2 Wo.)DE | — | — | Erstveröffentlichung: 21. August 2009    |
| 2012 | 700 Bars German Dream Empire (Sony)                            | — | — | — | Erstveröffentlichung: 21. Dezember 2012  |
| 2015 | Bars über Nacht Punchline Records (PR)                         | — | — | — | Erstveröffentlichung: 23. Oktober 2015   |
| 2022 | Bora German Dream Empire (Sony)                                | — | — | — | Erstveröffentlichung: 21. Februar 2022   |
| 2023 | Wer ist das? – Das Ratespiel German Dream Empire (Sony)        | — | — | — | Erstveröffentlichung: 16. September 2023 |
| 2023 | Diasbora German Dream Empire (Sony)                            | — | — | — | Erstveröffentlichung: 2. November 2023   |

## Singles

### Als Leadmusiker
| Jahr | Titel Album                                                           | Höchstplatzierung, Gesamtwochen, AuszeichnungChartplatzierungen (Jahr, Titel, Album, Platzierungen, Wochen, Auszeichnungen, Anmerkungen) | Höchstplatzierung, Gesamtwochen, AuszeichnungChartplatzierungen (Jahr, Titel, Album, Platzierungen, Wochen, Auszeichnungen, Anmerkungen) | Höchstplatzierung, Gesamtwochen, AuszeichnungChartplatzierungen (Jahr, Titel, Album, Platzierungen, Wochen, Auszeichnungen, Anmerkungen) | Anmerkungen                                                                                         |
| Jahr | Titel Album                                                           | DE | AT | CH | Anmerkungen                                                                                         |
| --- | --------------------------------------------------------------------- | --- | --- | --- | --------------------------------------------------------------------------------------------------- |
| 2003 | König von Deutschland                                                 | DE15 (9 Wo.)DE | — | CH90 (1 Wo.)CH | Erstveröffentlichung: 6. Juli 2003 feat. Valezka                                                    |
| 2003 | Ich bin jung und brauche das Geld                                     | DE5 (14 Wo.)DE | — | CH29 (9 Wo.)CH | Erstveröffentlichung: 5. Oktober 2003 feat. G-Style; Original: R. Kelly – The World's Greatest      |
| 2004 | Ich will dich Ich bin jung und brauche das Geld                       | DE57 (6 Wo.)DE | — | — | Erstveröffentlichung: 26. Januar 2004 feat. Joe Budden & Valezka                                    |
| 2004 | L.O.V.E. L.O.V.E. (Life of Valezka & Eko)                             | DE16 (9 Wo.)DE | — | — | Erstveröffentlichung: 5. April 2004 mit Valezka                                                     |
| 2004 | Eigentlich schön Dünya Dönüyor – Die Welt dreht sich                  | — | — | — | Erstveröffentlichung: 12. Juli 2004 mit Azra                                                        |
| 2005 | Nicht mehr normal Eko Fresh Presents: German Dream Allstars (Sampler) | — | — | — | Erstveröffentlichung: 26. Dezember 2005 mit Ramsi Aliani, Capkekz, Summer Cem & Manuellsen          |
| 2006 | Gheddo Hart(z) IV                                                     | DE15 (13 Wo.)DE | AT40 (9 Wo.)AT | — | Erstveröffentlichung: 2. Juni 2006 feat. Bushido                                                    |
| 2006 | Ek Is Back! Hart(z) IV                                                | DE32 (9 Wo.)DE | — | — | Erstveröffentlichung: 16. August 2006 feat. G-Style                                                 |
| 2006 | Vendetta (Sampler)                                                    | DE32 (9 Wo.)DE | AT53 (7 Wo.)AT | — | Erstveröffentlichung: 24. November 2006 mit Bushido & Chakuza                                       |
| 2007 | Ring frei Ekaveli                                                     | DE64 (6 Wo.)DE | — | — | Erstveröffentlichung: 23. November 2007 feat. Bushido                                               |
| 2010 | Königin der Nacht / Arschloch Was kostet die Welt?                    | DE94 (1 Wo.)DE | — | — | Erstveröffentlichung: 4. Juni 2010 feat. Cetin                                                      |
| 2011 | Jenseits von Eden Ekrem                                               | DE64 (1 Wo.)DE | — | — | Erstveröffentlichung: 2. September 2011 feat. Nino de Angelo; Original: Masquerade – Guardian Angel |
| 2012 | Diese Zwei Ek to the Roots                                            | DE35 (2 Wo.)DE | AT53 (1 Wo.)AT | CH46 (1 Wo.)CH | Erstveröffentlichung: 3. August 2012 feat. Bushido                                                  |
| 2013 | Guten Morgen Eksodus                                                  | DE57 (1 Wo.)DE | AT74 (1 Wo.)AT | CH62 (1 Wo.)CH | Erstveröffentlichung: 9. August 2013 feat. Julian Williams                                          |
| 2014 | Joko Diss –                                                           | DE24 (2 Wo.)DE | AT18 (2 Wo.)AT | CH35 (1 Wo.)CH | Erstveröffentlichung: 15. April 2014 mit Die Atzen & Bass Sultan Hengzt                             |
| 2014 | Fettsackstyle Deutscher Traum                                         | — | — | — | Erstveröffentlichung: 5. September 2014 feat. Samy Deluxe                                           |
| 2014 | U-Bahn-Ficker Deutscher Traum                                         | — | AT51 (1 Wo.)AT | — | Erstveröffentlichung: 6. Oktober 2014 feat. Joko & Klaas                                            |
| 2014 | Es brennt Deutscher Traum                                             | — | — | — | Erstveröffentlichung: 17. Oktober 2014 feat. Brings                                                 |
| 2014 | Gheddo Reloaded Deutscher Traum                                       | DE74 (2 Wo.)DE | — | — | Erstveröffentlichung: 31. Oktober 2014 feat. Sido                                                   |
| 2016 | Hartz 7 (700 Bars) Freezy (Premium Edition)                           | — | — | — | Erstveröffentlichung: 22. Januar 2016                                                               |
| 2016 | Insallah Freezy                                                       | — | — | — | Erstveröffentlichung: 25. März 2016                                                                 |
| 2017 | All Eyez on Us –                                                      | — | — | — | Erstveröffentlichung: 2. Juni 2017 feat. Akay & Outlawz                                             |
| 2017 | Almanis König von Deutschland                                         | — | — | — | Erstveröffentlichung: 28. Juli 2017 feat. Khalid Bounouar                                           |
| 2017 | Komm in meine Hood rein König von Deutschland                         | — | — | — | Erstveröffentlichung: 18. August 2017 feat. Gringo & HK                                             |
| 2017 | Moment König von Deutschland                                          | — | — | — | Erstveröffentlichung: 8. September 2017 feat. Samy                                                  |
| 2018 | Aber –                                                                | — | — | — | Erstveröffentlichung: 20. Juli 2018                                                                 |
| 2019 | Muss muss –                                                           | — | — | — | Erstveröffentlichung: 25. Mai 2019 mit Faisal Kawusi                                                |
| 2019 | Jetzt ein Buch! –                                                     | — | — | — | Erstveröffentlichung: 6. Juli 2019                                                                  |
| 2019 | Bella ciao –                                                          | — | — | — | Erstveröffentlichung: 18. Dezember 2019 mit Druckluft & Frank Rosin; Original: Traditional          |
| 2019 | Ich bin Çukur –                                                       | — | — | — | Erstveröffentlichung: 16. Dezember 2019 mit Heja                                                    |
| 2020 | 1989 –                                                                | — | — | — | Erstveröffentlichung: 7. Februar 2020                                                               |
| 2020 | 1994 –                                                                | — | — | — | Erstveröffentlichung: 7. Februar 2020                                                               |
| 2020 | Hashtag –                                                             | — | — | — | Erstveröffentlichung: 17. April 2020                                                                |
| 2020 | Günaydin Abi                                                          | — | — | — | Erstveröffentlichung: 15. Mai 2020 feat. Umut Timur                                                 |
| 2020 | Ekmek parasi Abi                                                      | — | — | — | Erstveröffentlichung: 17. Juli 2020                                                                 |
| 2020 | Du bist anders Abi                                                    | — | — | — | Erstveröffentlichung: 16. Oktober 2020 feat. Ender Balkir                                           |
| 2020 | Nur wir zwei Abi                                                      | — | — | — | Erstveröffentlichung: 13. November 2020 feat. Ibo                                                   |
| 2020 | Stärker als Gewalt –                                                  | — | — | — | Erstveröffentlichung: 24. November 2020                                                             |
| 2020 | Turkish Nightmare Abi                                                 | — | — | — | Erstveröffentlichung: 18. Dezember 2020 feat. Killa Hakan, Hayki, Motive & Uzi                      |
| 2021 | Halt mein Glas –                                                      | — | — | — | Erstveröffentlichung: 21. Mai 2021                                                                  |
| 2021 | Miss Köllefornia Abi                                                  | — | — | — | Erstveröffentlichung: 16. Juli 2021 feat. Dante Thomas; Original: Miss California                   |
| 2021 | International Nightmare Abi                                           | — | — | — | Erstveröffentlichung: 6. August 2021 feat. Ayben, Hidra, Kamufle, Nature, Chris Rivers & Vado       |
| 2021 | Geh raus –                                                            | — | — | — | Erstveröffentlichung: 3. September 2021                                                             |
| 2021 | Kako si brate Abi                                                     | — | — | — | Erstveröffentlichung: 24. September 2021 feat. Toni der Assi                                        |
| 2021 | 60 Gastarbeiter Bars Bora                                             | — | — | — | Erstveröffentlichung: 29. Oktober 2021                                                              |
| 2021 | Toleranz Avengers –                                                   | — | — | — | Erstveröffentlichung: 10. Dezember 2021 mit Sarah Bora & Krauthausen                                |
| 2022 | Ayran –                                                               | — | — | — | Erstveröffentlichung: 18. März 2022                                                                 |
| 2022 | Homo Digitals –                                                       | — | — | — | Erstveröffentlichung: 9. Dezember 2022 mit Riccardo Simonetti                                       |
| 2022 | Türkische Weihnacht Diasbora                                          | — | — | — | Erstveröffentlichung: 16. Dezember 2022                                                             |
| 2023 | Neue Wege –                                                           | — | — | — | Erstveröffentlichung: 5. Mai 2023 mit Rolling G feat. Onita Boone                                   |
| 2023 | Nur ein Dream EKScalibur                                              | — | — | — | Erstveröffentlichung: 19. Mai 2023                                                                  |
| 2023 | Mein Revier EKScalibur                                                | — | — | — | Erstveröffentlichung: 23. Juni 2023 feat. Hakan Abi, Finch & G-Style                                |
| 2023 | Rolls Royce EKScalibur                                                | — | — | — | Erstveröffentlichung: 4. August 2023 feat. Money Boy                                                |
| 2024 | Alte Bänder Elijah                                                    | — | — | — | Erstveröffentlichung: 28. Mai 2024 feat. Nico Gomez                                                 |
| Folgende Lieder erschienen nicht als Single, wurden aber durch das Album zum Download und Streaming bereitgestellt und konnten somit eine Platzierung erlangen: |                                                                       | | | | |
| |                                                                       | | | | |
| 2013 | Quotentürke Eksodus                                                   | DE56 (2 Wo.)DE | — | — | Videoauskopplung: 21. Juli 2013 Charteinstieg: 27. September 2013                                   |

### Als Gastmusiker
| Jahr | Titel Album                                | Höchstplatzierung, Gesamtwochen, AuszeichnungChartplatzierungen (Jahr, Titel, Album, Platzierungen, Wochen, Auszeichnungen, Anmerkungen) | Höchstplatzierung, Gesamtwochen, AuszeichnungChartplatzierungen (Jahr, Titel, Album, Platzierungen, Wochen, Auszeichnungen, Anmerkungen) | Höchstplatzierung, Gesamtwochen, AuszeichnungChartplatzierungen (Jahr, Titel, Album, Platzierungen, Wochen, Auszeichnungen, Anmerkungen) | Anmerkungen                                                                            |
| Jahr | Titel Album                                | DE | AT | CH | Anmerkungen                                                                            |
| --- | ------------------------------------------ | --- | --- | --- | -------------------------------------------------------------------------------------- |
| 2003 | Optik Anthem Der beste Tag meines Lebens   | DE48 (6 Wo.)DE | — | — | Erstveröffentlichung: 13. Januar 2003 Kool Savas feat. Optik Crew                      |
| 2009 | So Horny –                                 | — | — | — | Erstveröffentlichung: 18. Dezember 2009 Eve Deluxe feat. Eko Fresh                     |
| 2012 | Ich tue alles für Dich –                   | — | — | — | Erstveröffentlichung: 2. November 2012 Ado Kojo feat. Eko Fresh                        |
| 2013 | König von Heilbronn –                      | — | — | — | Erstveröffentlichung: 22. Februar 2013 Brockmaster B. feat. Eko Fresh                  |
| 2015 | Unsere Nacht Max                           | — | — | — | Erstveröffentlichung: 25. September 2015 Max Mutzke feat. Eko Fresh                    |
| 2018 | Money –                                    | — | — | — | Erstveröffentlichung: 16. Februar 2018 Laruzo feat. Eko Fresh                          |
| 2018 | Oriental Swag –                            | — | — | — | Erstveröffentlichung: 27. Juli 2018 DJ Rasimcan feat. Eko Fresh & Tony Touch           |
| 2018 | Baby –                                     | — | — | — | Erstveröffentlichung: 17. August 2018 Hustensaft Jüngling feat. Eko Fresh              |
| 2019 | Nxt Girl to Mami –                         | — | — | — | Erstveröffentlichung: 16. August 2019 Cashmo feat. Eko Fresh                           |
| 2019 | Gott sei Dank bin ich nicht reich Benoby   | — | — | — | Erstveröffentlichung: 23. August 2019 Benoby feat. Eko Fresh                           |
| 2020 | Her Şey Yolundadır Kreuzberg City          | — | — | — | Erstveröffentlichung: 20. März 2020 Killa Hakan feat. Eko Fresh & Ayaz Kaplı           |
| 2020 | Yes Vaye                                   | — | — | — | Erstveröffentlichung: 22. April 2020 Umut Timur feat. Eko Fresh                        |
| 2020 | Ne fark eder? –                            | — | — | — | Erstveröffentlichung: 24. Juni 2020 Killa Hakan feat. Eko Fresh & Umut Timur           |
| 2020 | Unsterblich                                | — | — | — | Erstveröffentlichung: 8. Oktober 2020 Silla feat. Eko Fresh                            |
| 2021 | Bleifrei –                                 | — | — | — | Erstveröffentlichung: 9. April 2021 Shogoon feat. Eko Fresh                            |
| 2021 | Ecdadına Dinlet –                          | — | — | — | Erstveröffentlichung: 16. April 2021 Kamufle feat. Eko Fresh                           |
| 2021 | Millionär 2021 Krone der Schöpfung         | — | — | — | Erstveröffentlichung: 14. Mai 2021 Die Prinzen feat. Eko Fresh & MoTrip                |
| 2021 | Das Bitch –                                | — | — | — | Erstveröffentlichung: 20. August 2021 Genta Ismajli feat. Eko Fresh                    |
| 2022 | Gib mir die Welt wieder Kommnichtwennläuft | — | — | — | Erstveröffentlichung: 18. Februar 2022 Toni der Assi feat. Eko Fresh                   |
| 2022 | Jröne Papajeie Rudeldiere                  | — | — | — | Erstveröffentlichung: 31. Mai 2022 Kasalla feat. Eko Fresh                             |
| 2022 | Gangshit Silla Instinkt 3                  | — | — | — | Erstveröffentlichung: 11. November 2022 Silla feat. Eko Fresh                          |
| 2023 | Red’ nicht zu viel –                       | — | — | — | Erstveröffentlichung: 17. Februar 2023 Ulysse feat. Eko Fresh & Shootdown              |
| 2023 | Stoppschild 2 –                            | — | — | — | Erstveröffentlichung: 17. März 2023 Money Boy feat. Eko Fresh                          |
| 2023 | Let’s Go –                                 | — | — | — | Erstveröffentlichung: 16. Juni 2023 Big N feat. Eko Fresh                              |
| 2023 | Vibe –                                     | — | — | — | Erstveröffentlichung: 14. Juli 2023 Babyliza feat. Eko Fresh                           |
| 2023 | I Don’t Give a Fuck –                      | — | — | — | Erstveröffentlichung: 18. August 2023 Mashkal feat. Eko Fresh, G-Style & Kai309        |
| 2023 | Soul Food –                                | — | — | — | Erstveröffentlichung: 25. August 2023 Nelson Müller feat. Mic Donet & Eko Fresh        |
| 2023 | Spotlight –                                | — | — | — | Erstveröffentlichung: 27. Oktober 2023 Crackaveli feat. Eko Fresh, Haiyti & Phasenkind |
| 2023 | Funk –                                     | — | — | — | Erstveröffentlichung: 9. November 2023 Kadir K feat. Eko Fresh                         |
| 2024 | Ihr könnt mich alle –                      | — | — | — | Erstveröffentlichung: 28. März 2024 Bierkapitän feat. Eko Fresh                        |
| Folgende Lieder erschienen nicht als Single, wurden aber durch das Album zum Download und Streaming bereitgestellt und konnten somit eine Platzierung erlangen: |                                            | | | |                                                                                        |
| |                                            | | | |                                                                                        |
| 2013 | Bruce Wayne NWA 2.0                        | DE50 (1 Wo.)DE | AT54 (1 Wo.)AT | CH63 (1 Wo.)CH | Charteinstieg: 16. August 2013 Shindy feat. Eko Fresh                                  |

## Musikvideos
| Jahr | Titel                                  | Regie                           |
| ---- | -------------------------------------- | ------------------------------- |
| 2001 | Komm her                               |                                 |
| 2001 | Drück auf Play                         |                                 |
| 2002 | Optik Anthem                           | Daniel Weißbach                 |
| 2002 | Deutschlands 1                         |                                 |
| 2003 | Renexekution                           |                                 |
| 2003 | Bitte Spitte                           |                                 |
| 2003 | König von Deutschland                  | Daniel Weißbach                 |
| 2003 | Ich bin jung und brauche das Geld      |                                 |
| 2003 | Dünya Dönüyor                          |                                 |
| 2004 | Ich will dich                          |                                 |
| 2004 | L.O.V.E.                               |                                 |
| 2004 | Eigentlich schön                       |                                 |
| 2004 | Die Abrechnung                         | Marc Paap                       |
| 2005 | Nemesis                                | Hinrich Pflug                   |
| 2005 | Intro                                  | Marc Paap                       |
| 2006 | Gheddo                                 | Hinrich Pflug                   |
| 2006 | Ek Is Back                             |                                 |
| 2006 | Vendetta                               |                                 |
| 2006 | Her Şey Yolundadır                     | Neco Çelik                      |
| 2007 | Ring frei                              | Martin Schmitt                  |
| 2008 | Ich geh auf 4                          |                                 |
| 2008 | GmbH Mucke                             |                                 |
| 2008 | Die Beerdigung                         | Yvonne Assmann, Philip Reinhold |
| 2009 | Hör auf dich                           | Daniel Zlotin                   |
| 2009 | Bitte Spitte 2010                      |                                 |
| 2009 | Wo ich bleib                           |                                 |
| 2009 | Jetzt kommen wir wieder auf die Sachen |                                 |
| 2009 | Dream                                  |                                 |
| 2009 | Siehst du?                             | Malic Bargiel                   |
| 2010 | Königin der Nacht                      | Daniel Zlotin                   |
| 2010 | Arschloch                              |                                 |
| 2010 | Kai Ebel Style                         |                                 |
| 2010 | Hey                                    |                                 |
| 2011 | GD Anthem                              |                                 |
| 2011 | Badaboom                               |                                 |
| 2011 | Still Menace                           |                                 |
| 2011 | Jenseits von Eden                      | Malic Bargiel, Daniel Zlotin    |
| 2011 | Köln-Kalk Ehrenmord                    | Daniel Zlotin                   |
| 2011 | Strassendeutsch/Türkenslang            |                                 |
| 2011 | Grembranx                              |                                 |
| 2011 | Ich kann nur gewinnen                  |                                 |
| 2012 | Der Gerät                              |                                 |
| 2012 | Scheibenwischer an                     |                                 |
| 2012 | Euer Vater                             | Daniel Zlotin                   |
| 2012 | Euer Szene                             |                                 |
| 2012 | Raptutorial                            |                                 |
| 2012 | Raplexikon                             |                                 |
| 2012 | Junge, denn es muss sein               |                                 |
| 2012 | Wie die Zeit vergeht                   |                                 |
| 2012 | Still Alive                            |                                 |
| 2012 | Diese Zwei                             |                                 |
| 2012 | Mach ma’ nich’                         |                                 |
| 2012 | Der Gastarbeiter                       |                                 |
| 2012 | Fatales Trio                           |                                 |
| 2012 | Echos in My Head                       |                                 |
| 2012 | EKO Beats                              |                                 |
| 2012 | Ich tue alles für dich                 |                                 |
| 2012 | Kein Krieg                             |                                 |
| 2013 | 101 Bars                               |                                 |
| 2013 | Mein Name ist…                         |                                 |
| 2013 | Quotentürke                            | Daniel Zlotin                   |
| 2013 | 3 in 1                                 |                                 |
| 2013 | Freakshow                              |                                 |
| 2013 | Guten Morgen                           |                                 |
| 2013 | YOAH                                   |                                 |
| 2013 | Schöner Tag                            |                                 |
| 2013 | Insider #1                             |                                 |
| 2013 | 30-11-80                               |                                 |
| 2014 | German Dream                           | Daniel Zlotin                   |
| 2014 | Fettsackstyle                          |                                 |
| 2014 | Orient Express                         |                                 |
| 2014 | Lan lass ma ya                         | Tashin Özkan                    |
| 2014 | U-Bahn-Ficker                          |                                 |
| 2014 | Gheddo Reloaded                        |                                 |
| 2014 | Es brennt                              |                                 |
| 2014 | Hallus & Muffins                       |                                 |
| 2014 | Real Hip-Hop                           |                                 |
| 2014 | WTF                                    |                                 |
| 2016 | Puff Daddy                             |                                 |
| 2016 | Insallah                               |                                 |
| 2016 | 101 Bars                               |                                 |
| 2016 | Domplatten Massaker                    |                                 |
| 2016 | Nur für Dich                           |                                 |
| 2016 | Mund auf, ich komme                    | Daniel Zlotin                   |
| 2017 | Gute Ausländer                         | Jing Xiang                      |
| 2017 | Komm in meine Hood rein                | Mirza Odabaşı                   |
| 2017 | Moment                                 | Daniel Sluga, Daniel Zlotin     |
| 2017 | Scheiß egal                            |                                 |
| 2017 | Master P                               | Can Özev                        |
| 2017 | Slam wieder                            | Can Özev                        |
| 2018 | Money                                  | Can Özev                        |
| 2018 | Aber                                   | Can Özev                        |
| 2019 | Gott sei dank bin ich nicht reich      | Can Özev                        |
| 2019 | Raptile ‘Y/O’                          | Juanjo Granada                  |
| 2019 | 1989                                   |                                 |
| 2020 | 1994                                   | Mirza Odabaşı                   |
| 2020 | Stärker als Gewalt                     | Can Özev                        |
| 2020 | Günaydin                               | Can Özev                        |
| 2020 | Ekmek Parasi                           | Can Özev                        |
| 2020 | Du bist anders                         | Can Özev                        |
| 2020 | Nur wir zwei                           | Can Özev                        |
| 2021 | Halt mein Glas                         |                                 |
| 2021 | Miss Köllefornia                       | Can Özev                        |
| 2021 | International Nightmare                | Can Özev                        |
| 2021 | Geh raus                               |                                 |
| 2021 | Kako si Brate                          | Can Özev                        |
| 2021 | 60 Gastarbeiter Bars                   | Can Özev, Jeffrey Wunderlich    |
| 2023 | Nur ein Dream                          | Can Özev, Jeffrey Wunderlich    |
| 2023 | Mein Revier                            | Malic Bargiel, Daniel Zlotin    |
| 2023 | Rolls Royce                            | Can Özev                        |
| 2023 | Emre Gündüz                            | Can Özev                        |
| 2023 | Für immer                              |                                 |
| 2024 | Ihr könnt mich alle                    |                                 |
| 2024 | Alte Bänder                            | Can Özev, Jeffrey Wunderlich    |

## Autorenbeteiligungen
Eko Fresh als Autor in den Charts

| Jahr | Titel Interpretation                          | Höchstplatzierung, Gesamtwochen, AuszeichnungChartplatzierungen (Jahr, Titel, Interpretation, Platzierungen, Wochen, Auszeichnungen, Anmerkungen) | Höchstplatzierung, Gesamtwochen, AuszeichnungChartplatzierungen (Jahr, Titel, Interpretation, Platzierungen, Wochen, Auszeichnungen, Anmerkungen) | Höchstplatzierung, Gesamtwochen, AuszeichnungChartplatzierungen (Jahr, Titel, Interpretation, Platzierungen, Wochen, Auszeichnungen, Anmerkungen) | Anmerkungen                            |
| Jahr | Titel Interpretation                          | DE | AT | CH | Anmerkungen                            |
| --- | --------------------------------------------- | --- | --- | --- | -------------------------------------- |
| 2004 | Du hast mein Herz gebrochen Yvonne Catterfeld | DE1 (16 Wo.)DE | AT4 (23 Wo.)AT | CH6 (13 Wo.)CH | Erstveröffentlichung: 12. Januar 2004  |
| 2004 | Make Ya’ll Bounce Raptile feat. Xzibit        | DE24 (14 Wo.)DE | — | — | Erstveröffentlichung: 23. Februar 2004 |
| Folgende Lieder erschienen nicht als Single, wurden aber durch das Album zum Download und Streaming bereitgestellt und konnten somit eine Platzierung erlangen: |                                               | | | |                                        |
| |                                               | | | |                                        |
| 2015 | Du hast mein Herz gebrochen Daniel Wirtz      | DE41 (3 Wo.)DE | — | — | Charteinstieg: 12. Juni 2015           |

## Promoveröffentlichungen
| Jahr | Titel Album                                    | Anmerkungen                                                   |
| ---- | ---------------------------------------------- | ------------------------------------------------------------- |
| 2002 | Keiner außer uns –                             | Erstveröffentlichung: 2002 mit Kool Savas                     |
| 2004 | E.K.O. F.R.E.S.H. –                            | Erstveröffentlichung: 2004                                    |
| 2004 | Mies drauf Dünya Dönüyor – Die Welt dreht sich | Erstveröffentlichung: 2004 mit Azra                           |
| 2005 | Alles Gute kommt von unten –                   | Erstveröffentlichung: 2005 mit Ramsi Aliani                   |
| 2005 | Flerräter –                                    | Erstveröffentlichung: Januar 2005 Bushido feat. Eko Fresh     |
| 2005 | Die Bestrafung –                               | Erstveröffentlichung: 23. Januar 2005 mit SDiddy & Summer Cem |
| 2006 | F.L.E.R. –                                     | Erstveröffentlichung: 2006                                    |
| 2006 | Für Rap.de –                                   | Erstveröffentlichung: 6. Juni 2006                            |
| 2006 | Hartz 1 –                                      | Erstveröffentlichung: 20. Juni 2006                           |
| 2006 | Mir steht die Rolex (Hartz 3) –                | Erstveröffentlichung: Juni 2006                               |
| 2006 | Vielen Dank –                                  | Erstveröffentlichung: August 2006                             |
| 2006 | Ich steh zu meinem Wort –                      | Erstveröffentlichung: August 2006                             |
| 2006 | Westcoast Ridah –                              | Erstveröffentlichung: 5. August 2006 feat. Ado Kojo           |
| 2006 | Hart hier draußen für’n Stenz –                | Erstveröffentlichung: August 2006 feat. Lynn                  |
| 2007 | Hast du bock? –                                | Erstveröffentlichung: 24. Dezember 2007 mit Manuellsen        |
| 2009 | Joe –                                          | Erstveröffentlichung: 23. Juli 2009                           |
| 2009 | T.D.I. (Tod des Imageraps) –                   | Erstveröffentlichung: August 2009                             |
| 2009 | Rap braucht mich –                             | Erstveröffentlichung: 26. August 2009                         |
| 2009 | Ich kann das… –                                | Erstveröffentlichung: 7. September 2009                       |
| 2010 | Angie –                                        | Erstveröffentlichung: 26. Mai 2010                            |
| 2010 | Der Einspruch –                                | Erstveröffentlichung: 10. Juni 2010                           |
| 2011 | 300 Bars –                                     | Erstveröffentlichung: 18. Juli 2011                           |

| Jahr | Titel Album                                                                    | Anmerkungen                                                                                           |
| ---- | ------------------------------------------------------------------------------ | --- |
| 2009 | Echt kölsche Kraat –                                                           | Erstveröffentlichung: 23. Oktober 2009 Kölsche Kraat feat. Kool Savas                                 |
| 2023 | Mein Leben (JVA Remscheid) –                                                   | Erstveröffentlichung: 2. Juli 2023 mit Leonardo Artz, Ismail Caliskan, Zaid Houlich & Bruce Schneider |
| 2023 | Schön ist es auf der Welt zu sein Giraffenaffen 8                              | Erstveröffentlichung: 7. Juli 2023 Original: Roy Black & Anita                                        |
| 2024 | In unseren Händen Sing meinen Song – Das Tauschkonzert, Vol. 11 (Sampler)      | Erstveröffentlichung: 23. April 2024 Original: Juli                                                   |
| 2024 | Keine Maschine Sing meinen Song – Das Tauschkonzert, Vol. 11 (Sampler)         | Erstveröffentlichung: 30. April 2024 Original: Tim Bendzko                                            |
| 2024 | Die Beste aller Zeiten Sing meinen Song – Das Tauschkonzert, Vol. 11 (Sampler) | Erstveröffentlichung: 7. Mai 2024 Original: Broilers                                                  |
| 2024 | Schwarze Linien Sing meinen Song – Das Tauschkonzert, Vol. 11 (Sampler)        | Erstveröffentlichung: 15. Mai 2024 Original: Peter Maffay                                             |

## Sonderveröffentlichungen

### Alben
| Jahr | Titel Musiklabel                                                     | Anmerkungen                                                               |
| ---- | -------------------------------------------------------------------- | ------------------------------------------------------------------------- |
| 2008 | Famous 5: Ek Is Back – EP Subword Records (Sony BMG)                 | Erstveröffentlichung: 13. Oktober 2008 Teil der „Famous-5“-Reihe          |
| 2010 | Diss Is It Mixtape Selbstverlag                                      | Erstveröffentlichung: Juli 2010 kostenloser Download auf Künstler-Website |
| 2013 | Jetzt kommen wir auf die Sachen – Zusammen Seven Days Music (Sony)   | Erstveröffentlichung: 23. August 2013 Teil von Eksodus (Deluxe Edition)   |
| 2014 | 1000 Bars Piranha Media                                              | Erstveröffentlichung: 26. Juni 2014 Beilage im Juice #160                 |
| 2024 | Eko Fresh bei Sing meinen Song, Vol. 11 Music for Millions (Tonpool) | Erstveröffentlichung: 17. Mai 2024 Mini-TV-Kompilation                    |

| Jahr | Titel Musiklabel                             | Anmerkungen                                                               |
| ---- | -------------------------------------------- | ------------------------------------------------------------------------- |
| 2009 | Best of Freetracks German Dream Empire (GDE) | Erstveröffentlichung: Juli 2009 kostenloser Download auf Künstler-Website |
| 2016 | Kurz vor Freezy ManeraMedia (MM)             | Erstveröffentlichung: 20. April 2016 kostenloser Download auf Hiphop.de   |

### Lieder
| Jahr | Titel Album                                                           | Anmerkungen |
| ---- | --------------------------------------------------------------------- | --- |
| 2000 | Nie wieder Wer spielt mit?                                            | Erstveröffentlichung: 2000 Expert T & La-Krizz feat. Eko                                                                    |
| 2001 | Hoooo (Rmx) Haus & Boot                                               | Erstveröffentlichung: 23. Juni 2001 Kool Savas feat. Eko, Fuat & SMC                                                        |
| 2002 | D.U.T. Kontraste                                                      | Erstveröffentlichung: 15. Juli 2002 J-Luv feat. Eko Fresh                                                                   |
| 2002 | Dunne Der beste Tag meines Lebens                                     | Erstveröffentlichung: 4. November 2002 Kool Savas feat. Eko Fresh                                                           |
| 2002 | Optik Anthem Der beste Tag meines Lebens                              | Erstveröffentlichung: 4. November 2002 Kool Savas feat. Optik Crew                                                          |
| 2002 | Wie S Der beste Tag meines Lebens                                     | Erstveröffentlichung: 4. November 2002 Kool Savas feat. Eko Fresh                                                           |
| 2003 | Das Schicksal Seele mit Herz                                          | Erstveröffentlichung: 7. März 2003 Cassandra Steen feat. Eko Fresh                                                          |
| 2003 | Gegen den Rest der Welt Überleg dir was du sagst                      | Erstveröffentlichung: 31. März 2003 Separate feat. Eko                                                                      |
| 2004 | Verrückt Note 1+                                                      | Erstveröffentlichung: 5. Mai 2004 Jack Orsen feat. Ramsi Aliani, Azra, Eko Fresh & Manuell                                  |
| 2005 | Summer Cem 2004 Summer Cem wird ein Star                              | Erstveröffentlichung: 25. Januar 2005 Summer Cem feat. Eko Fresh                                                            |
| 2005 | Wir haben unser Geld gemacht Kriminelle Akustik                       | Erstveröffentlichung: 27. Januar 2005 030 Gangxta Clicc feat. Capkekz & Eko                                                 |
| 2005 | Wir fliegen Threeshot                                                 | Erstveröffentlichung: 7. März 2005 J-Luv feat. Eko Fresh                                                                    |
| 2005 | Untergrund Staatsfeind Nr. 1                                          | Erstveröffentlichung: 4. November 2005 Bushido feat. Eko Fresh                                                              |
| 2006 | Schlag Alarm R-Reicht                                                 | Erstveröffentlichung: 1. Februar 2006 Ramsi Aliani feat. Eko Fresh                                                          |
| 2006 | Die letzten werden die Ersten sein Das Leben ist Saad                 | Erstveröffentlichung: 16. Juni 2006 Saad feat. Eko Fresh                                                                    |
| 2006 | Hadi Bize Bağlan Yerli Plaka                                          | Erstveröffentlichung: 29. August 2006 Ceza feat. Eko Fresh, Killa Hakan & Summer Cem                                        |
| 2007 | Her Şey Yolundadır Kreuzberg City                                     | Erstveröffentlichung: 23. März 2007 Killa Hakan feat. Eko Fresh & Ayaz Kaplı                                                |
| 2007 | Kadiköy – Kreuzberg Kreuzberg City                                    | Erstveröffentlichung: 23. März 2007 Killa Hakan feat. Ceza, Emre, Eko Fresh & Summer Cem                                    |
| 2007 | Ein Tag auf der Westside Gorillas im Nebel                            | Erstveröffentlichung: 14. August 2007 La Honda feat. Eko Fresh                                                              |
| 2007 | Gorillas im Nebel                                                     | Erstveröffentlichung: 14. August 2007 La Honda feat. Eko Fresh                                                              |
| 2007 | Schwiegersohn Sans souci                                              | Erstveröffentlichung: 12. Oktober 2007 D-Bo feat. Summer Cem & Eko Fresh                                                    |
| 2008 | Totentanz 21 Gramm                                                    | Erstveröffentlichung: 11. Januar 2008 SDiddy feat. Hakan Abi & Eko Fresh                                                    |
| 2008 | Whoa Mehr als Musik                                                   | Erstveröffentlichung: 29. Februar 2008 Afro Hesse feat. Eko Fresh                                                           |
| 2008 | Deutscher Rap ist ein Boot Der Countdown läuft                        | Erstveröffentlichung: 16. Mai 2008 Ali As feat. Eko Fresh                                                                   |
| 2008 | Ich geh auf 4 Asphalt Massaka                                         | Erstveröffentlichung: 4. Juli 2008 Farid Bang feat. Eko Fresh                                                               |
| 2008 | Gangsta leben kürzer Asphalt Massaka                                  | Erstveröffentlichung: 4. Juli 2008 Farid Bang feat. Tekken Bugatti & Eko Fresh                                              |
| 2008 | Falsches Wort Anders als Du!                                          | Erstveröffentlichung: 24. Oktober 2008 Dissput feat. Capkekz, Eko Fresh & Summer Cem                                        |
| 2008 | Cologne City Break Dance Der Khalif von Köln                          | Erstveröffentlichung: 22. Dezember 2008 Capkekz feat. Effe, Eko Fresh & Tuface                                              |
| 2008 | GD Soldier Der Kalif von Köln                                         | Erstveröffentlichung: 22. Dezember 2008 Capkekz feat. Eko Fresh                                                             |
| 2008 | Was du siehst Der Khalif von Köln                                     | Erstveröffentlichung: 22. Dezember 2008 Capkekz feat. Summer Cem, Eko Fresh & Gangsta Lu                                    |
| 2009 | Seid mal still Sex – Dealen – Macht                                   | Erstveröffentlichung: 15. Januar 2009 Karakan & S-Dog feat. Eko                                                             |
| 2009 | Fightgenossen Apocalips Tape                                          | Erstveröffentlichung: 14. Februar 2009 Gsezhlos feat. Eko Fresh, Murdog & ZH Beats                                          |
| 2009 | Unverschämt gut El Mágico                                             | Erstveröffentlichung: 27. März 2009 Gregpipe feat. Eko Fresh                                                                |
| 2009 | Hör auf dich Cap der Angst                                            | Erstveröffentlichung: 3. April 2009 Capkekz feat. Eko Fresh                                                                 |
| 2009 | Köllefornia Cap der Angst                                             | Erstveröffentlichung: 3. April 2009 Capkekz feat. Hakan Abi & Eko Fresh                                                     |
| 2009 | Was Sache ist Cap der Angst                                           | Erstveröffentlichung: 3. April 2009 Capkekz feat. Eko Fresh                                                                 |
| 2009 | S.A.R. Hajvan Music                                                   | Erstveröffentlichung: 24. April 2009 Chili feat. Eko Fresh, Heroin & ZH                                                     |
| 2009 | Kopf oder Zahl International                                          | Erstveröffentlichung: 31. Juli 2009 Hassan Annouri feat. Eko Fresh                                                          |
| 2009 | Booty Video The Money and the Booty (Special German Edition)          | Erstveröffentlichung: 26. Juni 2009 DJ Mr. Mixx feat. Eko Fresh & Problem 13                                                |
| 2009 | Wenn der Regen fällt Der Kugel Schreiber 3                            | Erstveröffentlichung: 15. August 2009 Animus feat. Capkekz & Eko Fresh                                                      |
| 2009 | Ein Schritt näher Basstime                                            | Erstveröffentlichung: 25. September 2009 Bero Bass feat. Eko Fresh & Kimberly                                               |
| 2009 | Allerbesten Rapper aus Eurasien Volume Maximum                        | Erstveröffentlichung: 13. November 2009 Killa Hakan feat. Ceza, Eko Fresh & Summer Cem                                      |
| 2009 | Drauf und drunter Volume Maximum                                      | Erstveröffentlichung: 13. November 2009 Killa Hakan feat. Ceza, Eko Fresh & Summer Cem                                      |
| 2009 | Deine Chance Movement                                                 | Erstveröffentlichung: 13. November 2009 Monroe feat. Eko Fresh, Dennis Haberlach & Separate                                 |
| 2009 | Hardcore Camp Volume Maximum                                          | Erstveröffentlichung: 13. November 2009 Killa Hakan feat. Ceza & Eko Fresh                                                  |
| 2009 | Rockstar Movement                                                     | Erstveröffentlichung: 13. November 2009 Monroe feat. Eko Fresh & Sentino                                                    |
| 2009 | Deutschlands Härteste Boygroup Speakers Creepers (Glory Hole Edition) | Erstveröffentlichung: Dezember 2009 PSG feat. Eko Fresh                                                                     |
| 2010 | Immer noch ein Bastard Asphalt Massaka 2                              | Erstveröffentlichung: 12. März 2010 Farid Bang feat. Eko Fresh                                                              |
| 2010 | Fightgenossen Nr.3 Il Principe                                        | Erstveröffentlichung: Mai 2010 ZH Shahid feat. Eko Fresh & Murdog                                                           |
| 2010 | Hahaha Suyun Masalı                                                   | Erstveröffentlichung: 25. Juni 2010 Emre Baransel feat. Summer Cem & Eko Fresh                                              |
| 2010 | Ich ticke Feierabend                                                  | Erstveröffentlichung: 19. November 2010 Summer Cem feat. Eko Fresh                                                          |
| 2010 | Kein Mann von Welt Feierabend                                         | Erstveröffentlichung: 19. November 2010 Summer Cem feat. Eko Fresh                                                          |
| 2010 | Pump den Bass (Remix) Geil und durstig                                | Erstveröffentlichung: 19. November 2010 Michelmann & Der Party Bass Mob feat. Eko Fresh, DJ Mr. Mixx & DJ Tomekk            |
| 2010 | Tanz den Michelmann (Remix) Geil und durstig                          | Erstveröffentlichung: 19. November 2010 Michelmann & Der Party Bass Mob feat. Eko Fresh                                     |
| 2010 | Ich bleib true Futurama                                               | Erstveröffentlichung: 10. Dezember 2010 Tumen feat. Eko Fresh & J.J.                                                        |
| 2010 | Heut’ Nacht Liebe, Leben und Respekt                                  | Erstveröffentlichung: 24. Dezember 2010 Ado Kojo feat. Eko Fresh                                                            |
| 2011 | Badaboom Schutzgeld                                                   | Erstveröffentlichung: 4. Februar 2011 Sinan-G feat. Eko Fresh                                                               |
| 2011 | Hol die Hände aus der Tasche Banger leben kürzer                      | Erstveröffentlichung: 18. Februar 2011 Farid Bang feat. Afrob & Eko Fresh                                                   |
| 2011 | Das ist Intikam Bring es zu Ende                                      | Erstveröffentlichung: 13. Mai 2011 Intikam 44 feat. Eko Fresh                                                               |
| 2011 | Fühl es Bring es zu Ende                                              | Erstveröffentlichung: 13. Mai 2011 Intikam 44 feat. Eko Fresh, Manuellsen & Outlawz                                         |
| 2011 | Wenn die Assis kommen Ghetto 3D                                       | Erstveröffentlichung: 11. November 2011 Toni der Assi feat. Eko Fresh                                                       |
| 2012 | German Dream 2012 Der letzte Tag deines Lebens                        | Erstveröffentlichung: 27. Januar 2012 Farid Bang feat. Eko Fresh                                                            |
| 2012 | Attrappen 415                                                         | Erstveröffentlichung: 20. April 2012 Xatar feat. Farid Bang & Eko Fresh                                                     |
| 2012 | Antigaranti 3000 Sucuk & Champagner                                   | Erstveröffentlichung: 25. Mai 2012 Summer Cem feat. Eko Fresh                                                               |
| 2012 | Untergrund Part 2 AMYF                                                | Erstveröffentlichung: 12. Oktober 2012 Bushido feat. Eko Fresh                                                              |
| 2013 | Millionär Von Brate für Brate                                         | Erstveröffentlichung: 15. März 2013 Toni der Assi feat. Brenna & Eko Fresh                                                  |
| 2013 | Rapgame 00:00                                                         | Erstveröffentlichung: 7. Juni 2013 Timeless feat. Eko Fresh                                                                 |
| 2013 | Paramilitär / GIN II Gorillas im Nebel II                             | Erstveröffentlichung: 28. Juni 2013 La Honda feat. Eko Fresh & Massiv                                                       |
| 2013 | Ihr seid keine Männer Ob du willst oder nicht                         | Erstveröffentlichung: 5. Juli 2013 Sinan-G feat. Eko Fresh                                                                  |
| 2013 | Martin Scorsese NWA                                                   | Erstveröffentlichung: 12. Juli 2013 Shindy feat. Eko Fresh                                                                  |
| 2013 | Bruce Wayne NWA 2.0                                                   | Erstveröffentlichung: 2. August 2013 Shindy feat. Eko Fresh                                                                 |
| 2013 | Wo sind die Kanacken hin? Blut gegen Blut 3                           | Erstveröffentlichung: 2. August 2013 Massiv feat. Eko Fresh & Summer Cem                                                    |
| 2013 | Hip Hop El Mariachi                                                   | Erstveröffentlichung: 30. August 2013 Separate feat. Eko Fresh & Gregpipe                                                   |
| 2013 | Weiter Babas, Barbies & Bargeld                                       | Erstveröffentlichung: 2. November 2013 Summer Cem feat. Eko Fresh                                                           |
| 2013 | Fick Beef Scarface Matrix                                             | Erstveröffentlichung: 15. November 2013 MC Bogy feat. Eko Fresh                                                             |
| 2013 | 30-11-80                                                              | Erstveröffentlichung: 29. November 2013 Sido feat. Various Artists                                                          |
| 2013 | Fantastik Dört Son mohakan                                            | Erstveröffentlichung: 29. November 2013 Killa Hakan feat. Summer Cem, Ceza & Eko Fresh                                      |
| 2014 | Mittelfinger Bunte Rapublik Deutschpunk                               | Erstveröffentlichung: 10. Januar 2014 SDP feat. Eko Fresh                                                                   |
| 2014 | #hangster                                                             | Erstveröffentlichung: 17. Januar 2014 Psaiko.Dino feat. DCVDNS & Eko Fresh                                                  |
| 2014 | Regt euch ruhig auf Žilet: Audio Digital Rasur                        | Erstveröffentlichung: 14. Februar 2014 Toni der Assi feat. Amir & Eko Fresh                                                 |
| 2014 | Was wird aus uns Nu eta da                                            | Erstveröffentlichung: 7. März 2014 Olexesh feat. Eko Fresh                                                                  |
| 2014 | Nummer eins Killa                                                     | Erstveröffentlichung: 14. März 2014 Farid Bang feat. Ramsi Aliani & Eko Fresh                                               |
| 2014 | Ich kenne es Trafiq                                                   | Erstveröffentlichung: 21. März 2014 SadiQ feat. Eko Fresh                                                                   |
| 2014 | Ich kenne es TrafiQ                                                   | Erstveröffentlichung: 4. April 2014 SadiQ feat. Eko Fresh                                                                   |
| 2014 | Niemals aufgeben #uded                                                | Erstveröffentlichung: 29. August 2014 Koree feat. Eko Fresh & Kingsize                                                      |
| 2014 | Du willst Schläge?! Blokkhaus                                         | Erstveröffentlichung: 19. September 2014 Blokkmonsta feat. Eko Fresh                                                        |
| 2014 | Bandsalat Gute alte Zeit                                              | Erstveröffentlichung: 10. Oktober 2014 Samy Deluxe feat. Eko Fresh                                                          |
| 2014 | Dosseposse Big Bad Birds                                              | Erstveröffentlichung: 7. November 2014 Inglebirds feat. Basstard, Eko Fresh, Tamas, Trip & Twisted Insane                   |
| 2014 | Die Ersten One Man Show                                               | Erstveröffentlichung: 7. November 2014 Maskoe feat. Eko Fresh                                                               |
| 2014 | AG Turbo Hak                                                          | Erstveröffentlichung: 14. November 2014 Summer Cem feat. Eko Fresh                                                          |
| 2014 | Engel im Herz, Teufel im Kopf Russisch Roulette (Deluxe)              | Erstveröffentlichung: 28. November 2014 Haftbefehl feat. Eko Fresh                                                          |
| 2014 | Alle in die Disco 14                                                  | Erstveröffentlichung: 5. Dezember 2014 Brings feat. Eko Fresh                                                               |
| 2015 | Beef Retro                                                            | Erstveröffentlichung: 9. Januar 2015 B-Tight feat. Eko Fresh                                                                |
| 2015 | Sabir Capoera                                                         | Erstveröffentlichung: 9. Januar 2015 Capkekz feat. Eko Fresh & Shadil                                                       |
| 2015 | Tunneln und so Kurwa                                                  | Erstveröffentlichung: 9. Januar 2015 Schwesta Ewa feat. Eko Fresh                                                           |
| 2015 | Wecker #Sry du Model                                                  | Erstveröffentlichung: 9. Januar 2015 Seyo feat. Eko Fresh                                                                   |
| 2015 | Wer ist dieser Junge Reise X                                          | Erstveröffentlichung: 9. Januar 2015 Ado Kojo feat. Eko Fresh                                                               |
| 2015 | Westside Reise X                                                      | Erstveröffentlichung: 9. Januar 2015 Ado Kojo feat. Capkekz, Caput, Summer Cem, Elmo, Eko Fresh, MoTrip, Sinan-G & Tatwaffe |
| 2015 | Musik Wahrheit                                                        | Erstveröffentlichung: 16. Januar 2015 Separate feat. Eko Fresh                                                              |
| 2015 | Von unten nach oben Lak sho                                           | Erstveröffentlichung: 23. Januar 2015 Sinan-G feat. Eko Fresh                                                               |
| 2015 | Guter Ausländer Blumiologie                                           | Erstveröffentlichung: 20. März 2015 Blumio feat. Eko Fresh                                                                  |
| 2015 | Drogen Schrottmusik                                                   | Erstveröffentlichung: 22. April 2015 257ers feat. Eko Fresh                                                                 |
| 2015 | Mittelfinger (Live) Zurück in die Zukunst – Live in der Columbiahalle | Erstveröffentlichung: 12. Mai 2015 SDP feat. Eko Fresh                                                                      |
| 2015 | Tuten und Blasen Ein ganz entspanntes Ding                            | Erstveröffentlichung: 15. Mai 2015 DJ Vito feat. Flo Mega, Eko Fresh & Samy Deluxe                                          |
| 2015 | Kill Kill Kill Glück ohne Scherben                                    | Erstveröffentlichung: 29. Mai 2015 Ferris MC feat. Eko Fresh                                                                |
| 2015 | Nicht mit uns Fette Unterhaltung                                      | Erstveröffentlichung: 5. Juni 2015 Ali Bumaye feat. Eko Fresh                                                               |
| 2015 | Großstadtcowboys Sag einfach ja                                       | Erstveröffentlichung: 12. Juni 2015 Marla Blumenblatt feat. Eko Fresh                                                       |
| 2015 | Unsere Nacht Max                                                      | Erstveröffentlichung: 12. Juni 2015 Max Mutzke feat. Eko Fresh                                                              |
| 2015 | Mach laut Intensiv (mit mir oder gegen mich)                          | Erstveröffentlichung: 28. August 2015 Caput feat. Eko Fresh                                                                 |
| 2015 | ZüriCity Rappstar Leuebluet                                           | Erstveröffentlichung: 12. Dezember 2015 Gsezhlos feat. Chili, Eko Fresh, Ak-Sayd & ZH                                       |
| 2016 | Hallo Deutschrap Free Sinan-G                                         | Erstveröffentlichung: 26. Februar 2016 Sinan-G feat. Eko Fresh                                                              |
| 2016 | Colonia Antiheld                                                      | Erstveröffentlichung: 8. April 2016 Timeless feat. Eko Fresh                                                                |
| 2016 | All You Can Eat Raubtier                                              | Erstveröffentlichung: 10. Juni 2016 Massiv feat. Eko Fresh                                                                  |
| 2016 | Gegen den Rest Bang Bang                                              | Erstveröffentlichung: 19. August 2016 Punch & Saad feat. Eko Fresh                                                          |
| 2016 | Die besten Momente Sternenklar                                        | Erstveröffentlichung: 26. August 2016 Tatwaffe feat. Eko Fresh & Aram Kaya                                                  |
| 2016 | Weil ich ein Ausländer bin Spiegelneuronen                            | Erstveröffentlichung: 1. September 2016 Geeflow feat. Eko Fresh                                                             |
| 2017 | Welcome 2 The Jungle Asilant                                          | Erstveröffentlichung: 17. Februar 2017 Ferris MC feat. Eko Fresh                                                            |
| 2017 | Suparichie Diagnose Dicke Hose                                        | Erstveröffentlichung: 7. April 2017 Mate Knop feat. Eko Fresh                                                               |
| 2017 | Greenscreen Napoleon                                                  | Erstveröffentlichung: 25. Mai 2017 ShimmyMC feat. Eko Fresh                                                                 |
| 2017 | Was ist dein Problem Die Welt gegen Hustensaft Jüngling               | Erstveröffentlichung: 1. Juli 2017 Hustensaft Jüngling feat. Eko Fresh                                                      |
| 2017 | Green Sky Juggernaut                                                  | Erstveröffentlichung: 21. Juli 2017 Gringo & Hasan.K Beatz feat. Eko Fresh & Veysel                                         |
| 2018 | Wooo? ist das Gold Der Superschurke                                   | Erstveröffentlichung: 30. März 2018 Brutos Brutaloz feat. Eko Fresh                                                         |
| 2018 | Mimimi Takeover SaMTV Unplugged                                       | Erstveröffentlichung: 31. August 2018 Samy Deluxe feat. Afrob, Chefket, Eko Fresh & MoTrip                                  |
| 2018 | Das erste Mal Traffic                                                 | Erstveröffentlichung: 31. August 2018 Tami feat. Eko Fresh                                                                  |
| 2019 | 99 Mal devo cho #Vibezh                                               | Erstveröffentlichung: 31. Mai 2019 Gsezhlos feat. Eko Fresh                                                                 |
| 2019 | Es macht tata #Vibezh                                                 | Erstveröffentlichung: 31. Mai 2019 Gsezhlos feat. Eko Fresh                                                                 |
| 2019 | Geçti zaman Fight kulüp                                               | Erstveröffentlichung: 2. August 2019 Killa Hakan feat. Eko Fresh & Ayaz Kaplı                                               |
| 2019 | Blauer Haken Kapitel X                                                | Erstveröffentlichung: 13. September 2019 Die Lochis feat. Eko Fresh                                                         |
| 2019 | Gott sei Dank bin ich nicht reich Benoby                              | Erstveröffentlichung: 18. Oktober 2019 Benoby feat. Eko Fresh                                                               |
| 2020 | Problemli Okey                                                        | Erstveröffentlichung: 2. März 2020 Geeflow feat. Eko Fresh                                                                  |
| 2020 | Yes Vaye                                                              | Erstveröffentlichung: 22. Mai 2020 Umut Timur feat. Eko Fresh                                                               |
| 2020 | Nöd alles Mazhke                                                      | Erstveröffentlichung: 8. August 2020 Gsezhlos feat. Eko Fresh                                                               |
| 2020 | Yaz C-137                                                             | Erstveröffentlichung: 12. September 2020 Hidra feat. Eko Fresh                                                              |
| 2020 | Wofür?                                                                | Erstveröffentlichung: 18. September 2020 Brockmaster B. feat. Eko Fresh                                                     |
| 2020 | Novichok АГГРО 2.0                                                    | Erstveröffentlichung: 4. November 2020 СД & St1m feat. Eko Fresh                                                            |
| 2020 | Boyz in da Hood Gleichgewicht                                         | Erstveröffentlichung: 11. Dezember 2020 Tatwaffe feat. Cashmo & Eko Fresh                                                   |
| 2021 | Bu gece sabah olmaz Şehir Efsanesi                                    | Erstveröffentlichung: 22. Januar 2021 Tepki feat. Eko Fresh                                                                 |
| 2021 | Mahalle Kan                                                           | Erstveröffentlichung: 19. März 2021 Uzi feat. Eko Fresh                                                                     |
| 2021 | Unsterblich                                                           | Erstveröffentlichung: 23. April 2021 Silla feat. Eko Fresh                                                                  |
| 2021 | Millionär 2021 Krone der Schöpfung                                    | Erstveröffentlichung: 28. Mai 2021 Die Prinzen feat. Eko Fresh & MoTrip                                                     |
| 2021 | Mücadele 43                                                           | Erstveröffentlichung: 25. Juni 2021 Dr. Fuchs feat. Eko Fresh                                                               |
| 2022 | Efsane Peripeteia                                                     | Erstveröffentlichung: 25. Februar 2022 İmpala feat. Eko Fresh & Ayaz Kaplı                                                  |
| 2022 | Gib mir die Welt wieder Kommnichtwennläuft                            | Erstveröffentlichung: 29. April 2022 Toni der Assi feat. Eko Fresh                                                          |
| 2022 | Benjamin Button Lone Wolf                                             | Erstveröffentlichung: 6. Mai 2022 Seyed feat. Eko Fresh                                                                     |
| 2022 | Jröne Papajeie Rudeldiere                                             | Erstveröffentlichung: 17. Juni 2022 Kasalla feat. Eko Fresh                                                                 |
| 2023 | Red’ nicht zu viel Toujours Ulysse                                    | Erstveröffentlichung: 18. August 2023 Ulysse feat. Eko Fresh & Shootdown                                                    |
| 2024 | Gangshit Silla Instinkt 3                                             | Erstveröffentlichung: 8. März 2024 Silla feat. Eko Fresh                                                                    |

| Jahr | Titel Album                                                                 | Anmerkungen                                                                                     |
| ---- | --------------------------------------------------------------------------- | ----------------------------------------------------------------------------------------------- |
| 2002 | Komm her! (Rmx) Lost Elements, Vol. 2 – Second Gear Launched                | Erstveröffentlichung: 2002 als Hollywood E                                                      |
| 2003 | Hotel The World According to RZA                                            | Erstveröffentlichung: 28. April 2003 Kool Savas feat. Eko Fresh                                 |
| 2006 | Das Auge des Tigers Juice Exclusive! #64                                    | Erstveröffentlichung: 2006 als Eko Balbora                                                      |
| 2006 | GD Generation X Juice Exclusive! #69                                        | Erstveröffentlichung: 2006 feat. Summer Cem & Farid Bang                                        |
| 2006 | Bada boom bada bang Nemesis                                                 | Erstveröffentlichung: 17. Februar 2006 mit Bushido & Saad                                       |
| 2006 | Denn sie wissen nicht, was sie tun Nemesis                                  | Erstveröffentlichung: 17. Februar 2006 mit Chakuza                                              |
| 2006 | Der König persönlich Nemesis                                                | Erstveröffentlichung: 17. Februar 2006 mit Saad                                                 |
| 2006 | Nemesis                                                                     | Erstveröffentlichung: 17. Februar 2006 mit Billy, Bushido, Chakuza, D-Bo, Saad & DJ Stickle     |
| 2006 | So viele Nummern Nemesis                                                    | Erstveröffentlichung: 17. Februar 2006 mit Bushido                                              |
| 2006 | Weil ich auf dich scheiss Nemesis                                           | Erstveröffentlichung: 17. Februar 2006 mit Billy                                                |
| 2006 | Der Bruchteil einer Minute Vendetta (Limited Edition)                       | Erstveröffentlichung: 1. Dezember 2006 mit Bushido & Chakuza                                    |
| 2006 | Vendetta                                                                    | Erstveröffentlichung: 1. Dezember 2006 mit Bushido & Chakuza                                    |
| 2006 | Was sein muss, muss sein Vendetta                                           | Erstveröffentlichung: 1. Dezember 2006                                                          |
| 2007 | Newskool Ikonen Juice Exclusive! #78                                        | Erstveröffentlichung: 2007 feat. Prinz Pi                                                       |
| 2007 | Wo ist euer Juice? Juice Exclusive! #78                                     | Erstveröffentlichung: 2007                                                                      |
| 2007 | Branx Genie Alles Gute kommt von unten                                      | Erstveröffentlichung: 7. Dezember 2007                                                          |
| 2007 | Stärker & größer Alles Gute kommt von unten                                 | Erstveröffentlichung: 7. Dezember 2007 mit Chakuza & D-Bo                                       |
| 2009 | Jetzt kommen wir auf die Sachen (Medley Remix) Juice Exclusive! #99         | Erstveröffentlichung: August 2009                                                               |
| 2009 | Dreamer Juice Exclusive! #103                                               | Erstveröffentlichung: November 2009 mit Monroe                                                  |
| 2012 | Antigaranti 4Life 2020 Tödliche Weihnacht                                   | Erstveröffentlichung: 7. Dezember 2012 feat. Summer Cem                                         |
| 2012 | Antigaranti 3000 Tödliche Weihnacht                                         | Erstveröffentlichung: 7. Dezember 2012 Summer Cem feat. Eko Fresh                               |
| 2012 | Bitte Spitte 2010 Tödliche Weihnacht                                        | Erstveröffentlichung: 7. Dezember 2012 feat. Farid Bang                                         |
| 2012 | GD Anthem Tödliche Weihnacht                                                | Erstveröffentlichung: 7. Dezember 2012 feat. Farid Bang                                         |
| 2012 | German Dream Tödliche Weihnacht                                             | Erstveröffentlichung: 7. Dezember 2012                                                          |
| 2012 | Hey Tödliche Weihnacht                                                      | Erstveröffentlichung: 7. Dezember 2012                                                          |
| 2012 | Ich Ticke Tödliche Weihnacht                                                | Erstveröffentlichung: 7. Dezember 2012 Summer Cem feat. Eko Fresh                               |
| 2012 | Köln Kalk Ehrenmord Tödliche Weihnacht                                      | Erstveröffentlichung: 7. Dezember 2012                                                          |
| 2012 | Landsleute 2 Tödliche Weihnacht                                             | Erstveröffentlichung: 7. Dezember 2012                                                          |
| 2016 | Jeden Tag, jeder Zeit HT100 (Rmx Edt)                                       | Erstveröffentlichung: 7. Oktober 2016 Dr. Faustus, Perverz & Schwartz feat. MC Bogy & Eko Fresh |
| 2023 | Schön ist es auf der Welt zu sein Giraffenaffen 8                           | Erstveröffentlichung: 15. September 2023 Original: Roy Black & Anita                            |
| 2024 | Die Beste aller Zeiten Sing meinen Song – Das Tauschkonzert, Vol. 11        | Erstveröffentlichung: 17. Mai 2024 Original: Broilers                                           |
| 2024 | Bisschen allein Sing meinen Song – Das Tauschkonzert, Vol. 11               | Erstveröffentlichung: 17. Mai 2024 Original: Emilio Sakraya                                     |
| 2024 | Bisschen allein Sing meinen Song – Das Tauschkonzert, Vol. 11               | Erstveröffentlichung: 17. Mai 2024 mit Emilio Sakraya                                           |
| 2024 | In unseren Händen Sing meinen Song – Das Tauschkonzert, Vol. 11             | Erstveröffentlichung: 17. Mai 2024 Original: Juli                                               |
| 2024 | Keine Maschine Sing meinen Song – Das Tauschkonzert, Vol. 11                | Erstveröffentlichung: 17. Mai 2024 Original: Tim Bendzko                                        |
| 2024 | Niemand Sing meinen Song – Das Tauschkonzert, Vol. 11                       | Erstveröffentlichung: 17. Mai 2024 Original: Joy Denalane                                       |
| 2024 | Schwarze Linien Sing meinen Song – Das Tauschkonzert, Vol. 11               | Erstveröffentlichung: 17. Mai 2024 Original: Peter Maffay                                       |
| 2024 | Was ist mit der Welt passiert Sing meinen Song – Das Tauschkonzert, Vol. 11 | Erstveröffentlichung: 17. Mai 2024 mit Johannes Oerding                                         |

## Statistik

### Chartauswertung
Die folgende Aufstellung beinhaltet eine Übersicht über die Charterfolge von Eko Fresh in den Album- und Singlecharts. Es ist zu beachten, dass bei den Singles nur Interpretationen und keine Autorenbeteiligungen berücksichtigt wurden.
|                     | DE     | AT    | CH    |
| ------------------- | ------ | ----- | ----- |
| Nummer-eins-Alben   | DE1DE  | AT—AT | CH—CH |
| Top-10-Alben        | DE6DE  | AT4AT | CH4CH |
| Alben in den Charts | DE16DE | AT6AT | CH8CH |

|                       | DE     | AT    | CH    |
| --------------------- | ------ | ----- | ----- |
| Nummer-eins-Singles   | DE—DE  | AT—AT | CH—CH |
| Top-10-Singles        | DE1DE  | AT—AT | CH—CH |
| Singles in den Charts | DE17DE | AT7AT | CH6CH |